# August von Rosthorn

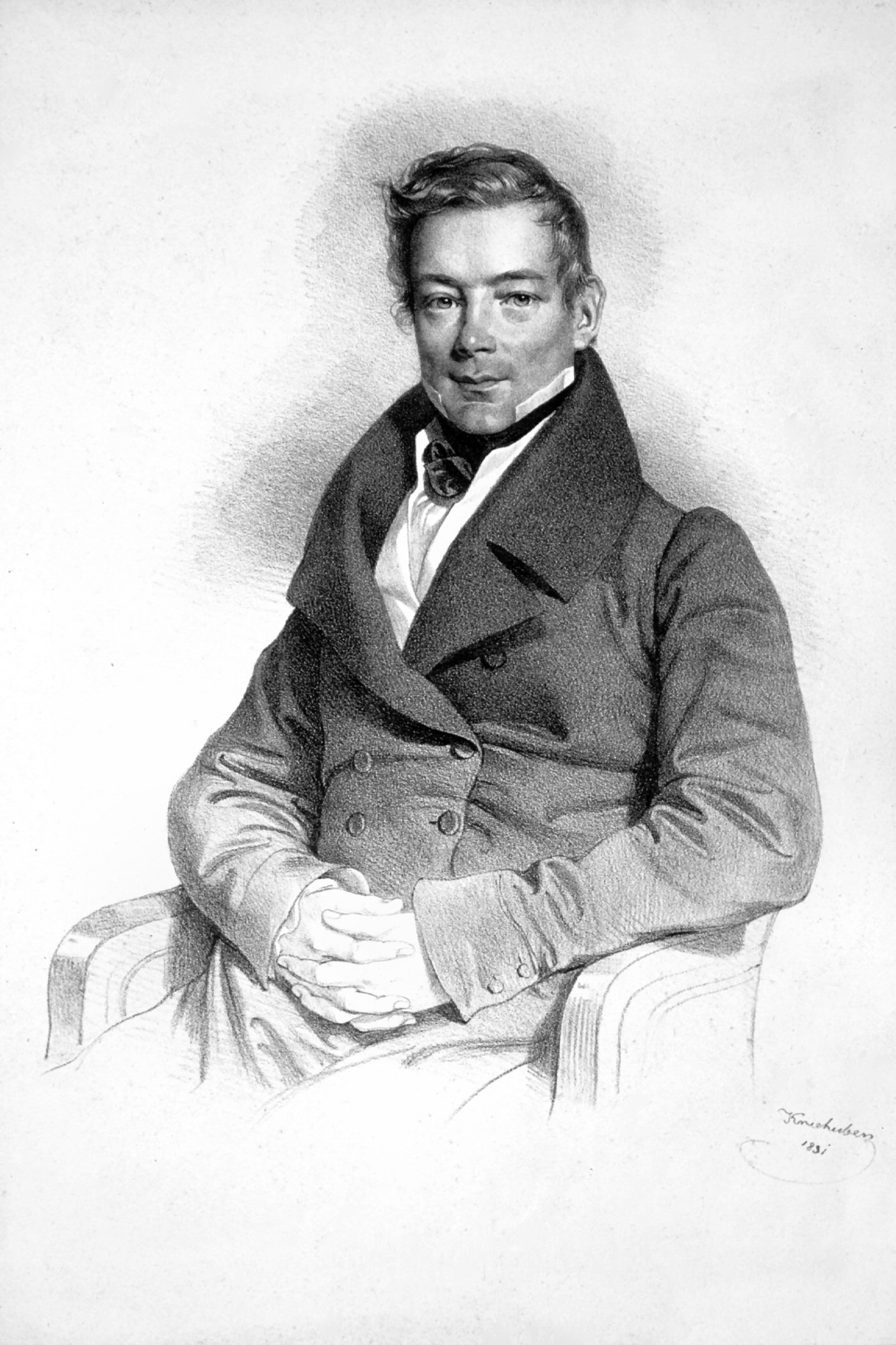
August von Rosthorn, Lithographie von Josef Kriehuber, 1831

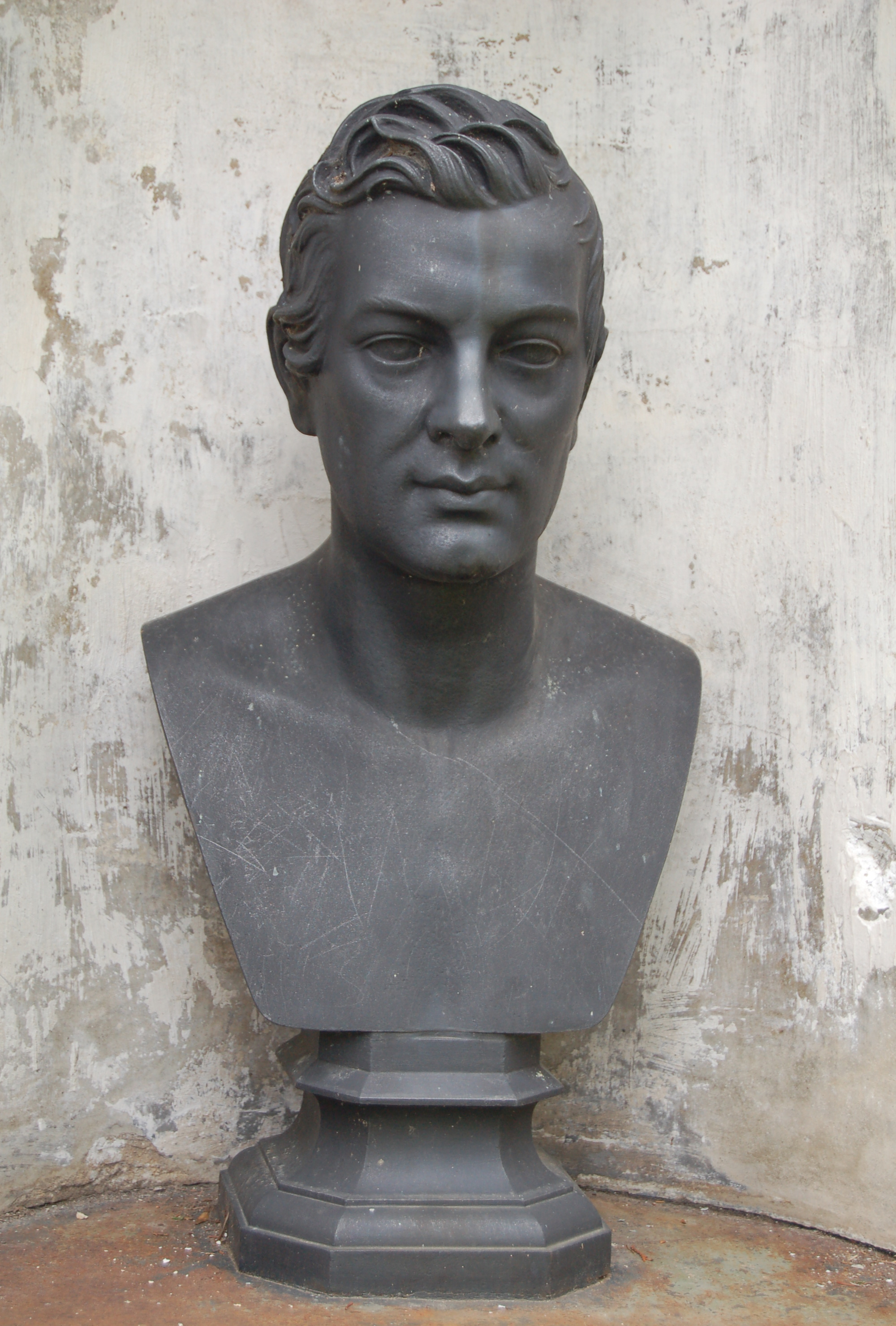
August von Rosthorn – Büste am Waldegger Friedhof

August Edler von Rosthorn (* 6. Jänner 1789 in Wien; † 25. November 1843 Oed in Niederösterreich) war ein österreichischer Industrieller.

## Leben
August von Rosthorn war Mitglied der Industriellenfamilie Rosthorn als Sohn des nach Österreich geholten Matthaus Rawsthorne in erster Generation. Er leitete ab 1813 vorerst das Walzwerk des Unternehmens in Fahrafeld und ab 1816 auch die Blech- und Drahtfabrik in Oed im Piestingtal. Unter ihm wurde die Zinkhütte Prävali im Jahr 1823 erworben um den eigenen Zinkbedarf decken zu können. Die Braunkohle bezog er aus dem gemeinsam mit seinem Bruder Franz von Rosthorn gekauften Bergwerks in Liescha. Im Jahr 1826 übernahm er die Leitung der Hüttenwerke in Wolfsberg und führte dort zahlreiche Neuerungen, wie das Frischen mit Kohle, ein. In Prävali baute er in den Jahren 1832 bis 1835 ein großes Puddelwerk sowie in Frantschach ein Walzwerk.
1832 wurde aufgrund der Initiative der beiden Brüder die Wolfsberger AG gegründet, deren Leitung er auch übernahm. In den Jahren 1832 und 1833 unternahm er noch zusätzlich eine Studienreise nach England und Belgien. Diese Erfahrungen verwertete er vorerst in Prävali und war dadurch in der Lage als erstes Unternehmen im Kaiserthum Österreich Eisenbahnschienen zu erzeugen. Schon 1827 trennten sich die Brüder wieder von der Wolfsberger AG. Im Jahr 1844 stieg Dickmann von Secherau vorerst als Geschäftsführer in das Rosthorn-Unternehmen ein und wurde schließlich dessen Eigentümer.
Friedrich Gauermann hat die Ziehtochter (Elisabeth geb. Kurtz) von August von Rosthorn und dessen Frau Ottile von Rosthorn geb. Müller am 25. Nov. 1838 in der Pfarre St. Josef ob der Laimgrube geheiratet. Ottile war die Taufpatin von 2 Kindern der Familie Gauermann (Ottilia 1839 und Augusta 1846) und starb am 15. März 1878 in Wien VI., Gumpendorferstraße 4 (begraben wurde sie am Pfarrfriedhof Penzing).